# Artorima
Lan oanh tử (danh pháp: Artorima) là một chi thực vật có hoa trong họ Lan (Orchidaceae).

## Hình ảnh

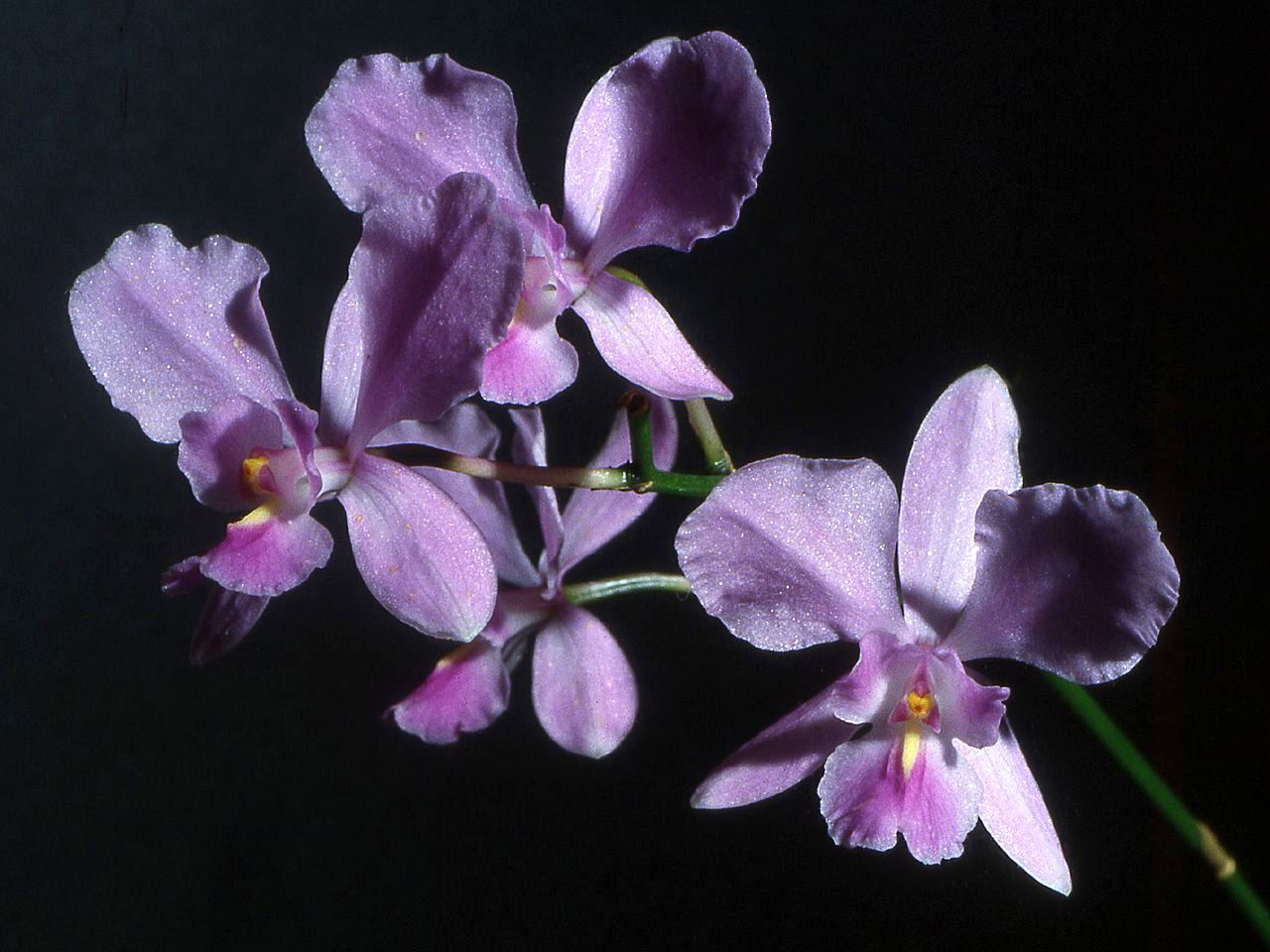
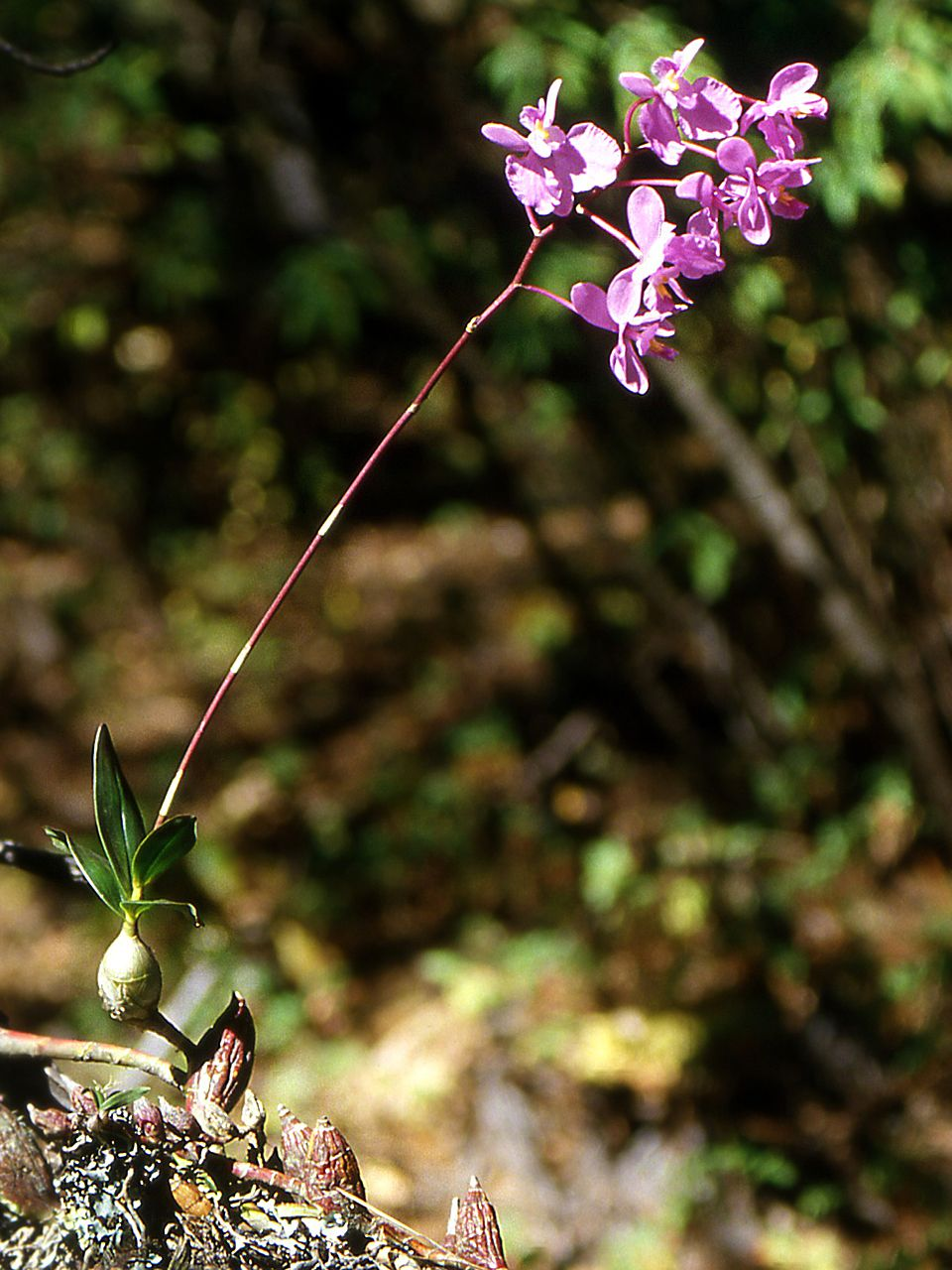